# Esclavas del Amor Misericordioso
La Congregación de las Esclavas del Amor Misericordioso es una congregación religiosa católica femenina de derecho pontificio fundada por la religiosa Madre Esperanza de Jesús en Madrid, España, el 25 de diciembre de 1930. A las religiosas de este instituto se les conoce como Esclavas del Amor Misericordioso y posponen a sus nombres las siglas E.A.M.

## Historia
Josefa Alhamada Varela, primeramente religiosa de las Hijas del Calvario, salió de su congregación primitiva y fundó en Madrid, España, el 24 de diciembre de 1930 una congregación con el fin de dedicarse a las obras de caridad, con el nombre de Esclavas del Amor Misericordioso. El día que tienen por fundación es el mismo de la profesión de Josefa, quien cambió su nombre por el religioso de Esperanza de Jesús. El nuevo instituto fue aprobado por el obispo de Madrid el 4 de marzo de 1942.
El instituto pasó a ser una congregación de derecho pontificio con la aprobación del papa Pablo VI del 5 de junio de 1970. Madre Esperanza de Jesús expandió su obra no solo por España, sino que rápidamente se extendió en otras ciudades de Italia y Alemania. Llegada a Italia, la fundadora construyó el famoso Santuario del Amor Misericordioso, en Collevalenza, dedicado a Jesús Misericordioso y a María Mediadora, convirtiéndose rápidamente en un centro católico de ejercicios y retiros espirituales.

## Organización
La Congregación de las Esclavas del Amor Misericordioso es un instituto centralizado, cuyo gobierno lo ejerce la superiora general, sucesora de Esperanza de Jesús. La sede central se encuentra en Roma. Las religiosas se dedican a las actividades pastorales que más se necesiten en las iglesias particulares donde se encuentren, por lo tanto tienen un campo de pastoral muy amplio, aunque si se han caracterizado por administrar colegios u otros centros de enseñanza y espiritualidad.
En 2015, el instituto contaba con unas 312 religiosas y 39 casas presentes en: Alemania, Bolivia, Brasil, Canadá, Chile, Cuba, España, India, Italia, México, Perú y Rumanía.
Las Esclavas del Amor Misericordioso, junto a los Hijos del Amor Misericordioso y a los sacerdotes diocesanos y laicos que comparten el carisma de Esperanza de Jesús, forman la llamada Familia del Amor Misericordioso.